# Šo

Šo — majuskulní a minuskulní varianta

Šo (majuskulní podoba Ϸ, minuskulní podoba ϸ) bylo písmeno přidané do řecké abecedy za účelem psaní v baktričtině. Název „šo“ je moderní; baktrický název ani pořadí písmene v baktrijské abecedě není známo.
Vzhledem je podobné staroanglickému a islandskému písmenu thorn (Þ), i když toto písmeno se vyvinulo z run používaných germánskými jazyky.

## Reprezentace v počítači
V Unicode je podporováno
- jak majuskulní forma
  - U+03F7 GREEK CAPITAL LETTER SHO
- tak minuskulní forma
  - U+03F8 GREEK SMALL LETTER SHO